# Mark Granovetter
Mark Granovetter (Jersey City, 20 ottobre 1943) è un sociologo statunitense che ha dato vita alla cosiddetta nuova sociologia economica.
Attualmente è Joan Butler Ford Professor presso la School of Humanities and Sciences dell'Università di Stanford, mentre in passato ha insegnato presso la Northwestern University, la Stony Brook University, e l'Università Johns Hopkins.

## Opere e contributi
Granovetter pubblica nel 1985 l'articolo "Economic Action and Social Structure: the Problem of Embeddedness", uno dei lavori cruciali della letteratura della nuova sociologia economica: riprendendo le istanze del neoistituzionalismo economico, soprattutto quelle di Oliver Williamson, e la teoria della razionalità limitata di Herbert Simon, formula una nuova concezione dell'attore economico, a metà strada tra quella iposocializzata propria dell'economia e quella ipersocializzata di alcuni filoni sociologici.
Granovetter riprende e rielabora il concetto embeddedness, elaborato precedentemente da Karl Polanyi: le relazioni personali sono integrate in reti sociali che generano fiducia e che creano relazioni di scambio diverse da quelle della razionalità economica.
Questo approccio trova diverse applicazioni empiriche in differenti campi di indagine. Il primo studio pionieristico, svolto dallo stesso Granovetter, riguarda l'influenza delle reti sociali nella ricerca del lavoro. In un saggio, che è diventato un classico della sociologia, dal titolo La forza dei legami deboli, Granovetter dimostra che i soggetti inseriti in legami deboli, fatti cioè di conoscenze amicali non troppo strette, hanno più possibilità di accesso ad informazioni e quindi di potenziali posizioni lavorative di proprio interesse, rispetto a coloro che investono socialmente soltanto nei legami forti, cioè i familiari, i parenti e gli amici intimi.
Dopo questo studio, che è stato anche ampiamente criticato dalle teorie standard della sociologia del lavoro, la nuova sociologia economica ha avuto molta fortuna: è peraltro da questo filone che derivano gli studi in Italia sui distretti industriali, sul capitale sociale, sull'economia informale, ecc.